# 民航局 (澳門)
民航局（葡萄牙語：Autoridade de Aviação Civil，葡文縮寫：AACM）1991年2月4日成立，現為澳門特別行政區政府運輸工務司轄下部門，負責澳門境內一切民航事務。前身為澳門民用航空局，該局局長最後一任為紀樂士（José Ernesto da Costa Queiroz）。

## 職責
- 研究及建議法律、規章和用以保證空中航行安全、指導和協調民航活動的進行之行政措施，及採取空運方便以及安全的措施並注視其執行；
- 指導訂定航空服務經營活動文件之準備或檢查；
- 研究及建議機場和領空使用政策，制定在發展一般計劃、總規劃、供使用及環境保護時須遵守的原則，以及對該等計劃發表意見；
- 管制澳門特別行政區民用航空基礎建設的方案、興建、修改、登記、證明、經營及維修；
- 促進所有與民用航空有關的活動，包括在科學、技術及航空醫療範疇內人員的研究、培訓及訓練之一般發展；
- 確保與國際民用航空專門機構之聯繫，使行政長官有能力取得對澳門特別行政區利益較適合的立場並參與有關活動；
- 分析並向行政長官建議批准及實施於澳門特別行政區國際機構所發出民用航空方面的提議、規則及其他規定；
- 準備及領導商討澳門特別行政區與外國政府之間的航空服務協議；
- 研究及建議制定對澳門特別行政區有科學、技術及經濟利益的國際協議及協約，參與其籌備與協商以及確保與外國航空行政當局的關係；
- 發表關於澳門特別行政區或外國公司已承諾或被承認之空運活動及其他類似性質的活動的經營權問題，發出有關准照或許可，並監察或促進監察上述權利的執行及給予該等權利條件的遵守；
- 發表關於機場、航空及其他類似性質活動的經營權之批給，並進行發給有關准照或許可，監察設備的方案、興建及設立；
- 管制及核准由承批人以經營手冊的形式遞交之機場與航空活動經營部門的組織及運作條件，以及監察或促進監察上述活動的進行；
- 發表關於由經營機場及航空活動之機構實施的關稅表及價格、其結構與金額、縮減與豁免，以及其修訂之意見；
- 協調在機場和航空設施方面執行之安全措施；
- 發表與機場及航空輔助的基礎建設經營有關之航空使用區域的設立與界定的意見；
- 發表關於經營獲批准在民航範圍內的活動之澳門特別行政區及外國機構實施的關稅表及價格之意見；
- 核准所有民航公司在其經營對象範圍內實施之時間表；
- 監察關於民用航空法律及規章的遵守，監察及查核操作區域與設施的運作，飛行設備及經營所有民航活動或直接關乎民航活動的機構之服務；
- 監察並使由為此目的而獲准之公司與其它機構所發展的航空活動和操作規範化，並發出關於航空訊息的規則；
- 使尋找及拯救工作的制度及程序規範化；
- 對發生在澳門特別行政區管轄領空的航空意外及澳門特別行政區註冊的飛行器在任何其他地區發生的意外進行研究；
- 發出准照及其續期，編制及保存操作和飛行器材的維修技術人員以及其他民用航空專業人員的記錄；
- 審核及檢驗航空技術人員技術之熟練；
- 為著保證有效地執行其職責而作出提示；
- 進行本身職責範圍內上級所委派的其他工作；
- 進行本身職責範圍內提供服務的工作。

## 組織法例
- 第10/91/M號法令（1991年2月4日《澳門政府公報》)撤銷澳門國際機場辦公室並設立民航局（AACM）－ 廢止一九八七年十一月二十三日第109/GM/87號批示。
- 第9/95/M號法令（1995年2月6日《澳門政府公報》)修改經一九九一年二月四日第10/91/M號法令通過之“民航局通則”。
- 第6/1999號行政法規（1999年12月20日《澳門特別行政區公報》)訂定政府部門及實體的組織、職權與運作。

## 組織架構
1.民航局設有下列機關：
- 局長；
- 行政委員會；
- 總委員會。

2.局長由一名副局長輔助。